# Pierre Olivier Joseph Coomans
Pierre Olivier Joseph Coomans (Bruxelles, 28 giugno 1816 – Boulogne-Billancourt, 31 dicembre 1889) è stato un pittore, illustratore e incisore belga, uno dei più celebri artisti romantici specializzato nella rappresentazione di soggetti storici, scene di genere e paesaggi.

## Biografia
Nacque da Josse-Joseph Coomans (1787-1868), ispettore della registrazione e delle proprietà, ed anche autore di romanzi e poesie, e da Cécile Lesprit (1792-1871).
Già disegnatore di talento all'età di 16 anni, Coomans studiò dapprima con Pieter van Hanselaere a Gand, esponendo Un giovane pastore greco alla prima Mostra nazionale di belle arti. Successivamente frequentò l'Accademia reale di Anversa e studiò pittura con i noti romantici storici, Nicaise de Keyser e il barone Gustave Wappers. All'età di 19 anni illustrò con cinquantadue incisioni la Storia del Belgio scritta dal fratello maggiore e lavorò anche ad altri titoli storici. È anche autore di un romanzo basato sulla storia algerina intitolato Gzana. Sposò Zoé van Male de Brachene (1807-1848).
Nel 1843, la regina Luisa Maria d'Orléans lo inviò in Algeria per seguire l'esercito francese in Cabilia. Lì fu assegnato allo staff del maresciallo Thomas Robert Bugeaud ed incontrò anche il collega Horace Vernet. I suoi tre soggiorni in Algeria (1843, 1844 e 1845) lo ispirarono indirizzandolo verso l'orientalismo. Nel 1854 e nel 1855 si unì al generale Aimable Pélissier e seguì parte della guerra di Crimea come pittore militare.
Nel 1855 si stabilì a Napoli, e gli affreschi romani di Pompei gli fecero accantonare progressivamente l'orientalismo in favore di scene romantiche partenopee, appartenenti a un genere definito "pompeiano".
Più avanti si trasferì a Parigi nel 1860, dove il suo stile evolse verso il classicismo accademico. Dall'ottobre 1888 al giugno 1889 soggiornò a Filadelfia e a New York, occupandosi principalmente di ritratti.
È il padre del poeta Oscar (1848-1884) e delle pittrici Heva e Diana, ed entrambe risiedettero a New York.